# بول بيدرسن
بول بيدرسن (بالدنماركية: Poul Pedersen)‏ (31 أكتوبر 1932 في الدنمارك - 23 ديسمبر 2016) هو لاعب كرة قدم دانمركي في مركز الهجوم، شارك في الألعاب الأولمبية الصيفية 1960. وشارك مع منتخب الدنمارك تحت 21 سنة لكرة القدم ومنتخب الدنمارك لكرة القدم. أما مع النوادي، فقد لعب مع .

## وصلات خارجية
- بول بيدرسن على موقع الاتحاد الدولي (مؤرشف)  (الإنجليزية)
- بول بيدرسن على موقع الاتحاد الأوربي (الإنجليزية)
- بول بيدرسن على موقع قاعدة بيانات كرة القدم.إي يو (الإنجليزية)
- بول بيدرسن على موقع ناشيونال فوتبول تيمز (الإنجليزية)
- بول بيدرسن على موقع عالم كرة القدم.نت (الإنجليزية)
- بول بيدرسن على موقع اللجنة الأولمبية الدولية (الإنجليزية)
- بول بيدرسن على موقع أوليمبيديا (الإنجليزية)